# Laurent Marcangeli
Pour les articles homonymes, voir Marcangeli.
Laurent Marcangeli, né le 10 décembre 1980 à Ajaccio (Corse-du-Sud), est un homme politique français.
Ancien membre des principaux partis de la droite (RPR, UMP, LR) et actuelle figure du Comité central bonapartiste (CCB), il est notamment député de la Corse-du-Sud de 2012 à 2017 et maire d'Ajaccio entre 2014 et 2022. Il est réélu député en 2022 et en 2024.
Le 23 décembre 2024, il est nommé ministre de l'Action publique, de la Fonction publique et de la Simplification au sein du gouvernement Francois Bayrou.

## Biographie
Il n'est pas apparenté à l'ancien maire d'Ajaccio, Marc Marcangeli, mais il existe cependant entre eux un cousinage éloigné, « à cinq générations ».
Il adhère à 17 ans au RPR.
Avocat de formation, membre de l'UMP, il est élu en 2008 conseiller municipal d'opposition à Ajaccio. En 2011, il est élu conseiller général du premier canton de la "cité impériale", fonction qu'il conservera jusqu'en mai 2014, date de sa démission pour cause de cumul de mandats.
Il est élu député lors des élections législatives de 2012 dans la première circonscription de la Corse-du-Sud. Lors de la séance d'élection du président de l'Assemblée nationale, le mardi 26 juin 2012, il est secrétaire de séance, étant un des six plus jeunes députés de France. Touché par le cumul de mandats, il démissionne alors du conseil municipal d'Ajaccio.
Il est membre de la commission des Affaires sociales et de la mission d'information commune sur les conditions d'emploi dans les métiers artistiques.
Le 15 août 2013, il devient membre d'honneur du Comité central bonapartiste, déclarant à cette occasion que le bonapartisme est « une tradition politique de la ville impériale qu'il faut faire perdurer, d’autant plus qu’elle fait partie de l’identité ajaccienne ».
Le 30 mars 2014, au second tour, il remporte les élections municipales avec 47,11 %, devant le maire sortant Simon Renucci, crédité de 46,03 %, et le nationaliste José Filippi, qui recueille 6,86 %. Le 5 avril, il est élu maire par le nouveau conseil municipal et le 16 avril, il est élu président de la communauté d'agglomération du Pays ajaccien. Les élections municipales sont cependant invalidées par le tribunal administratif de Bastia le 23 octobre de la même année, celui-ci invoquant des « manœuvres frauduleuses » dans l'établissement des procurations, ainsi que des émargements irréguliers. Le 27 octobre, Laurent Marcangeli décide de ne pas faire appel du jugement et démissionne de ses fonctions de maire et de conseiller municipal. Son premier adjoint, Stéphane Sbraggia, assure l'intérim jusqu'à l'installation de la délégation spéciale nommée par le préfet.
Les nouvelles élections municipales se tiennent les 25 janvier et 1er février 2015. Au premier tour, la liste menée par Laurent Marcangeli arrive en tête avec 42,1 % des voix, devançant nettement celle de Simon Renucci avec 27,4 %. Au second tour, Marcangeli l'emporte largement avec 59,5 % des voix devant Renucci qui obtient 40,5 %. Le 8 février, il est élu maire par le conseil municipal mais c'est Jean-Jacques Ferrara qui prend la présidence de la communauté d'agglomération du Pays ajaccien.
Il soutient Alain Juppé pour la primaire présidentielle des Républicains de 2016. Après la défaite d'Alain Juppé au second tour de la primaire, il doit faire face à une remise en cause de son leadership de la droite insulaire, auquel s'ajoutent des difficultés au sein de sa majorité municipale à Ajaccio. Le 12 janvier 2017, il annonce dans une déclaration aux Ajacciens qu'il ne se représentera pas à sa succession lors des élections législatives de 2017.
En raison de l'affaire Fillon, il renonce à soutenir le candidat LR, François Fillon, à l'élection présidentielle de 2017. Il quitte LR début 2018, pour protester contre la ligne de Laurent Wauquiez.
Après la démission de Jean-Jacques Ferrara, élu député lors des élections législatives de 2017, il retrouve la présidence de la communauté d'agglomération le 1er juillet 2017.
Le 15 mars 2020, il remporte les élections municipales dès le premier tour dans un contexte particulièrement tendu lié à la pandémie de Covid-19. Cette victoire au premier tour constitue une première pour la ville. Les nationalistes, divisés entre les candidatures de Jean-François Casalta, Jean-André Miniconi et Jean-Marc Lanfranchi, ne parviennent pas à faire tomber ce fief de la droite.
En octobre 2021, il rejoint Horizons, le parti d'Édouard Philippe. Le 1er février 2022, il annonce son soutien au président sortant Emmanuel Macron en vue de l'élection présidentielle qui se tient la même année.
Le 7 mai 2022, il annonce sa candidature dans la première circonscription de la Corse-du-Sud sous la bannière Horizons. Il est élu le 19 juin 2022. Le 22 juin, il est élu président du groupe Horizons à l'Assemblée nationale,,.
Il est à nouveau réélu le 7 juillet 2024 lors des élections législatives de 2024, avec 63,20 % des voix au second tour. Il reste président du groupe Horizons. 
Le 23 décembre 2024, il est nommé ministre de l'Action publique, de la Fonction publique et de la Simplification au sein du gouvernement Francois Bayrou.

## Synthèse des résultats électoraux

### Élections législatives
| Année | Parti  | Parti   | Circonscription        | 1er tour | 1er tour | 1er tour | 2d tour | 2d tour | 2d tour | Issue |
| Année | Parti  | Parti   | Circonscription        | Voix     | %        | Rang     | Voix    | %       | Rang    | Issue |
| ----- | ------ | ------- | ---------------------- | -------- | -------- | -------- | ------- | ------- | ------- | ----- |
| 2012  |        | UMP     | 1re de la Corse-du-Sud | 8 282    | 30,75    | 1er      | 14 066  | 50,52   | 1er     | Élu   |
| 2022  |        | HOR (E) | 1re de la Corse-du-Sud | 7 972    | 33,70    | 1er      | 12 013  | 51,76   | 1er     | Élu   |
| 2024  | 10 210 | HOR (E) | 1re de la Corse-du-Sud | 30,70    | 2e       | 20 893   | 63,20   | 1er     | Élu     |       |

### Élections territoriales
Les résultats ci-dessous concernent uniquement les élections où il est tête de liste.
| Année | Parti | Parti            | Territoire | 1er tour | 1er tour | 1er tour | 2d tour | 2d tour | 2d tour | Sièges obtenus |
| Année | Parti | Parti            | Territoire | Voix     | %        | Rang     | Voix    | %       | Rang    | Sièges obtenus |
| ----- | ----- | ---------------- | ---------- | -------- | -------- | -------- | ------- | ------- | ------- | -------------- |
| 2021  |       | DVD (CCB-LR-UDI) | Corse      | 33 431   | 24,86    | 2e       | 43 766  | 32,02   | 2e      | 17 / 63        |

### Élections cantonales
| Année | Parti | Parti | Canton    | 1er tour | 1er tour | 1er tour | 2d tour | 2d tour | 2d tour | Issue |
| Année | Parti | Parti | Canton    | Voix     | %        | Rang     | Voix    | %       | Rang    | Issue |
| ----- | ----- | ----- | --------- | -------- | -------- | -------- | ------- | ------- | ------- | ----- |
| 2011  |       | UMP   | Ajaccio-1 | 932      | 28,88    | 1er      | 1 672   | 57,77   | 1er     | Élu   |

### Élections municipales
Les résultats ci-dessous concernent uniquement les élections où il est tête de liste.
| Année | Parti | Parti        | Commune | 1er tour | 1er tour | 1er tour | 2d tour | 2d tour | 2d tour | Sièges obtenus | Sièges obtenus |
| Année | Parti | Parti        | Commune | Voix     | %        | Rang     | Voix    | %       | Rang    | CM             | CC             |
| ----- | ----- | ------------ | ------- | -------- | -------- | -------- | ------- | ------- | ------- | -------------- | -------------- |
| 2014  |       | UMP (UDI)    | Ajaccio | 8 214    | 35,16    | 2e       | 12 301  | 47,10   | 1er     | 37 / 49        | 20 / 27        |
| 2020  |       | DVD (CCB-LR) | Ajaccio | 6 857    | 53,50    | 1er      |         |         |         | 40 / 49        | 19 / 23        |

## Condamnation par la Cour des comptes
En mai 2023, Laurent Marcangeli est condamné par la Cour des comptes à une amende de 10 000 euros, pour avoir omis de faire payer dans les délais légaux par la commune d'Ajaccio à un ancien salarié des indemnités, astreintes et intérêts en exécution de plusieurs jugements du tribunal administratif,.

## Publications
- Laurent Marcangeli, Itinéraire d'un enfant d'Ajaccio, entretiens avec Frédéric Bertocchini, avec Frédéric Bertocchini, Collection Pulitica, Éditions Clémentine, Porto-Vecchio, 2019.

## Pour approfondir